# Corona de adviento

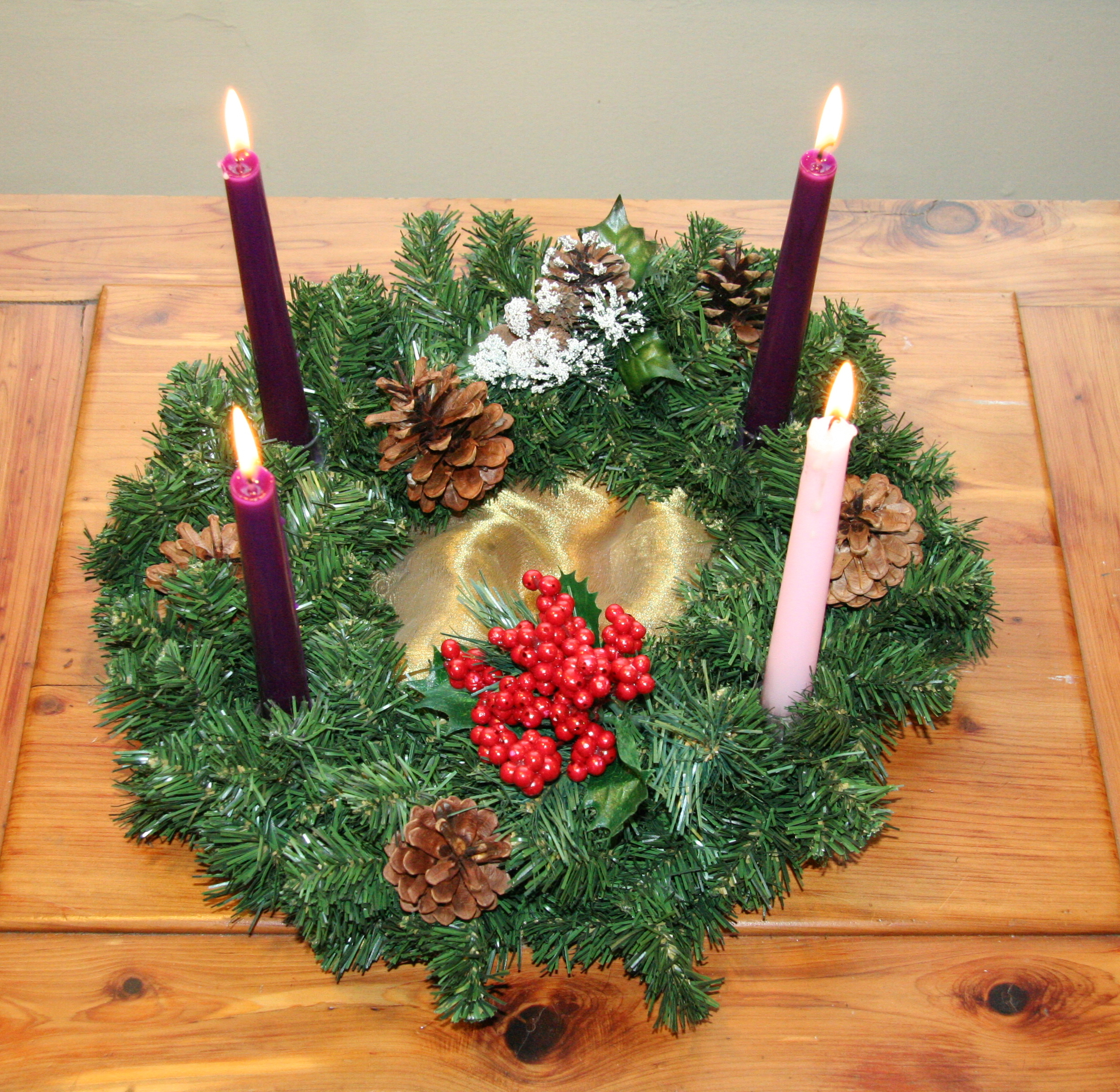
Corona de Adviento. Las cuatro velas simbolizan los cuatro domingos del Adviento. El color morado de tres de las velas significa que se trata de un tiempo de penitencia. Una vela, sin embargo, lleva un color atenuado, el rosado: representa el tercer domingo de Adviento, llamado domingo de Gaudete o domingo de la alegría.

La corona de Adviento es una tradición cristiana que simboliza el transcurso de las cuatro semanas del Adviento. Consiste en una corona de ramas (generalmente de pino o abeto) con cuatro (o en ocasiones cinco) velas. Comenzando el primer domingo de Adviento, el encendido de una vela puede acompañarse de la lectura de la Biblia y oraciones. Durante las siguientes tres semanas se encienden el resto de las velas hasta que, en la semana anterior a la Navidad, las cuatro velas están encendidas. Algunas coronas de Adviento incluyen una quinta vela, llamada vela de Cristo, que se enciende en la Navidad 
La tradición del Adviento tiene orígenes propios, hace dos mil años. Para poder ayudar a los fieles, en su mayoría dedicados a la agricultura, el calendario de la Iglesia, al igual que el de los judíos, musulmanes y paganos era estacional en aquellos tiempos, combinando las fechas señaladas, celebraciones y rituales con las labores propias de sus creyentes. El Adviento coincide en el hemisferio norte con el invierno, con los días cortos y poco luminosos que preceden a la Navidad. 
El anillo o corona de ramas de árbol perenne decorado con velas era un símbolo en el norte de Europa mucho antes de la llegada del cristianismo, que al igual que con otras tradiciones acabó siendo integrado en su simbología. El círculo es un símbolo universal relacionado con el ciclo ininterrumpido de las estaciones, mientras que las hojas perennes y las velas encendidas significan la persistencia de la vida en mitad del duro y oscuro invierno. Algunas fuentes sugieren que la corona, reinterpretada como un símbolo cristiano, era de uso común en la Edad Media, mientras que otras consideran que no se estableció como tradición cristiana hasta el siglo XVI en Alemania. El uso como calendario previo al día de Navidad se atribuye ampliamente a Johann Hinrich Wichern (1808-1881), un pastor protestante alemán, pionero en el trabajo misionario entre los pobres de las ciudades. Era 1839, y los niños de una escuela que Wichern había fundado preguntaban a diario si el día de Navidad había llegado. El pastor construyó un anillo de madera, hecho con una vieja rueda de carreta, con diecinueve velas rojas pequeñas y cuatro velones blancos. Encendieron una vela pequeña cada día de la semana durante el Adviento, y los domingos, una de las cuatro velas grandes.
Las ramas verdes son la esperanza de Jesús para esperar su venida y su nacimiento.
El listón rojo es el amor de Cristo que nos tiene y que nos envuelve.
La forma de círculo es el amor de Cristo que no tiene principio ni fin.

## Simbología
La simbología original es bastante  y primitiva, relacionada con la muerte y renacimiento del sol en invierno. El círculo como símbolo del tiempo reflejado en el ciclo de las estaciones; las ramas, significando la persistencia de la vida a través del elemento vegetal, y el sol como origen y fuente de la vida mediante la luz de las velas.
Cuatro velas decoran la corona de ramas verdes, cuyo color se corresponde con el de las vestiduras del sacerdote a lo largo del periodo de Adviento. Tres colores litúrgicos se utilizan en la corona de Adviento: el morado, color de profundización espiritual y preparación en las velas correspondientes a las tres primeras semanas de Adviento; el color rosado se usa en la misa del domingo de Gaudete (la tercera semana de Adviento), y resulta de la mezcla del morado con el blanco, para indicar la cercanía de Navidad; finalmente, en algunas coronas de Adviento se pone una quinta vela, más grande y de color blanco, que se enciende el día de Navidad. El blanco en la liturgia simboliza pureza y tiempo de júbilo, y es usado en los momentos principales del calendario litúrgico: Navidad y Pascua.
En las iglesias y en los hogares cristianos el encendido de las velas es una preparación para la Natividad, se comparte la luz en las largas noches de invierno, recordando a los creyentes la venida de Jesús, la luz del mundo:

Otra vez Jesús les habló, diciendo: «Yo soy la luz del mundo; el que me sigue no andará en tinieblas, sino que tendrá la luz de la vida».
Juan 8:12

El uso de la luz como símbolo de la revelación y salvación a través de Jesús es una constante en el Evangelio de Juan. El encender, semana tras semana, los cuatro cirios de la corona significa la progresiva preparación para recibir la luz de la Navidad. La luz que emana de cada vela encendida nos recordará que Jesucristo es la luz del mundo y que quien está fuera de él, habita en las tinieblas. Es costumbre que cada domingo, antes de bendecir el almuerzo, se haga un pequeño rito de iluminación.